# ويليام جيمس هاردينغ
ويليام جيمس هاردينغ (بالإنجليزية: William James Harding)‏ هو مصور نيوزيلندي، ولد في 19 سبتمبر 1826 في ساوثهامبتون في المملكة المتحدة، وتوفي في 13 مايو 1899 في سيدني في أستراليا.